# Lista municipiilor din Espírito Santo

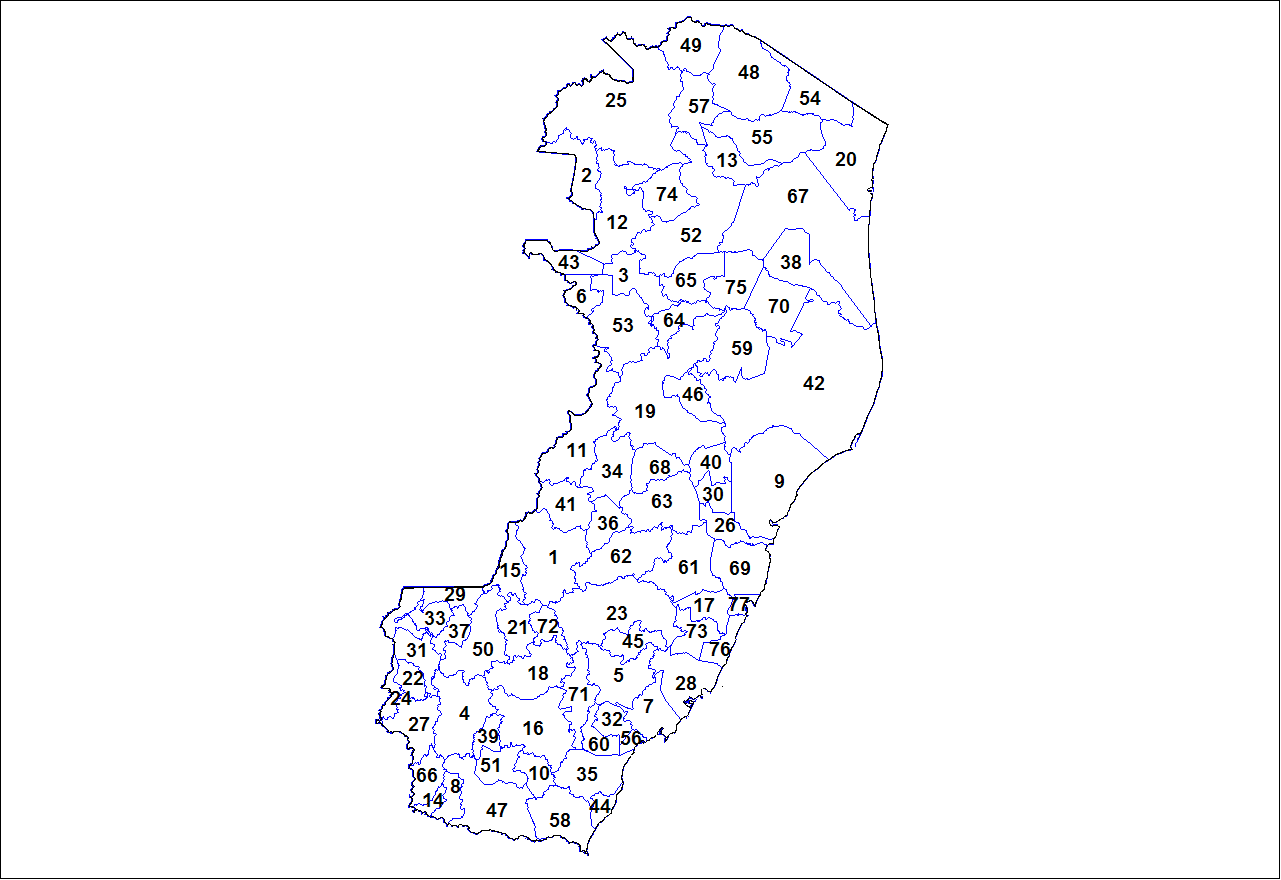
Municipiile din Espirito Santo, Brazilia

Aceasta este lista municipiilor din statul Espírito Santo (ES), Brazilia.
| Mezoregiune                     | Microregiune            | #  | Municipiu               |
| ------------------------------- | ----------------------- | -- | ----------------------- |
| Central Espirito-Santense       | Afonso Claudio          | 1  | Afonso Cláudio          |
| Central Espirito-Santense       | Afonso Claudio          | 15 | Brejetuba               |
| Central Espirito-Santense       | Afonso Claudio          | 21 | Conceição do Castelo    |
| Central Espirito-Santense       | Afonso Claudio          | 23 | Domingos Martins        |
| Central Espirito-Santense       | Afonso Claudio          | 41 | Laranja da Terra        |
| Central Espirito-Santense       | Afonso Claudio          | 45 | Marechal Floriano       |
| Central Espirito-Santense       | Afonso Claudio          | 72 | Venda Nova do Imigrante |
| Central Espirito-Santense       | Guarapari               | 5  | Alfredo Chaves          |
| Central Espirito-Santense       | Guarapari               | 7  | Anchieta                |
| Central Espirito-Santense       | Guarapari               | 28 | Guarapari               |
| Central Espirito-Santense       | Guarapari               | 32 | Iconha                  |
| Central Espirito-Santense       | Guarapari               | 56 | Piúma                   |
| Central Espirito-Santense       | Guarapari               | 60 | Rio Novo do Sul         |
| Central Espirito-Santense       | Santa Teresa            | 34 | Itaguaçu                |
| Central Espirito-Santense       | Santa Teresa            | 36 | Itarana                 |
| Central Espirito-Santense       | Santa Teresa            | 61 | Santa Leopoldina        |
| Central Espirito-Santense       | Santa Teresa            | 62 | Santa Maria do Jetibá   |
| Central Espirito-Santense       | Santa Teresa            | 63 | Santa Teresa            |
| Central Espirito-Santense       | Santa Teresa            | 68 | São Roque do Canaã      |
| Central Espirito-Santense       | Vitória                 | 17 | Cariacica               |
| Central Espirito-Santense       | Vitória                 | 69 | Serra                   |
| Central Espirito-Santense       | Vitória                 | 73 | Viana                   |
| Central Espirito-Santense       | Vitória                 | 76 | Vila Velha              |
| Central Espirito-Santense       | Vitória                 | 77 | Vitória (State Capital) |
| Litoral Norte Espirito-Santense | Linhares                | 9  | Aracruz                 |
| Litoral Norte Espirito-Santense | Linhares                | 26 | Fundão                  |
| Litoral Norte Espirito-Santense | Linhares                | 30 | Ibiraçu                 |
| Litoral Norte Espirito-Santense | Linhares                | 40 | João Neiva              |
| Litoral Norte Espirito-Santense | Linhares                | 42 | Linhares                |
| Litoral Norte Espirito-Santense | Linhares                | 59 | Rio Bananal             |
| Litoral Norte Espirito-Santense | Linhares                | 70 | Sooretama               |
| Litoral Norte Espirito-Santense | Montanha                | 48 | Montanha                |
| Litoral Norte Espirito-Santense | Montanha                | 49 | Mucurici                |
| Litoral Norte Espirito-Santense | Montanha                | 55 | Pinheiros               |
| Litoral Norte Espirito-Santense | Montanha                | 57 | Ponto Belo              |
| Litoral Norte Espirito-Santense | Sao Mateus              | 20 | Conceição da Barra      |
| Litoral Norte Espirito-Santense | Sao Mateus              | 38 | Jaguaré                 |
| Litoral Norte Espirito-Santense | Sao Mateus              | 54 | Pedro Canário           |
| Litoral Norte Espirito-Santense | Sao Mateus              | 67 | São Mateus              |
| Noroeste Espirito-Santense      | Barra de Sao Francisco  | 2  | Água Doce do Norte      |
| Noroeste Espirito-Santense      | Barra de Sao Francisco  | 12 | Barra de São Francisco  |
| Noroeste Espirito-Santense      | Barra de Sao Francisco  | 25 | Ecoporanga              |
| Noroeste Espirito-Santense      | Barra de Sao Francisco  | 43 | Mantenópolis            |
| Noroeste Espirito-Santense      | Colatina                | 6  | Alto Rio Novo           |
| Noroeste Espirito-Santense      | Colatina                | 11 | Baixo Guandu            |
| Noroeste Espirito-Santense      | Colatina                | 19 | Colatina                |
| Noroeste Espirito-Santense      | Colatina                | 19 | Governador Lindenberg   |
| Noroeste Espirito-Santense      | Colatina                | 46 | Marilândia              |
| Noroeste Espirito-Santense      | Colatina                | 53 | Pancas                  |
| Noroeste Espirito-Santense      | Colatina                | 64 | São Domingos do Norte   |
| Noroeste Espirito-Santense      | Nova Venecia            | 3  | Águia Branca            |
| Noroeste Espirito-Santense      | Nova Venecia            | 13 | Boa Esperança           |
| Noroeste Espirito-Santense      | Nova Venecia            | 52 | Nova Venécia            |
| Noroeste Espirito-Santense      | Nova Venecia            | 65 | São Gabriel da Palha    |
| Noroeste Espirito-Santense      | Nova Venecia            | 74 | Vila Pavão              |
| Noroeste Espirito-Santense      | Nova Venecia            | 75 | Vila Valério            |
| Sul Espirito-Santense           | Alegre                  | 4  | Alegre                  |
| Sul Espirito-Santense           | Alegre                  | 22 | Divino de São Lourenço  |
| Sul Espirito-Santense           | Alegre                  | 24 | Dores do Rio Preto      |
| Sul Espirito-Santense           | Alegre                  | 27 | Guaçuí                  |
| Sul Espirito-Santense           | Alegre                  | 29 | Ibatiba                 |
| Sul Espirito-Santense           | Alegre                  | 31 | Ibitirama               |
| Sul Espirito-Santense           | Alegre                  | 33 | Irupi                   |
| Sul Espirito-Santense           | Alegre                  | 37 | Iúna                    |
| Sul Espirito-Santense           | Alegre                  | 50 | Muniz Freire            |
| Sul Espirito-Santense           | Cachoeiro de Itapemirim | 8  | Apiacá                  |
| Sul Espirito-Santense           | Cachoeiro de Itapemirim | 10 | Atilio Vivacqua         |
| Sul Espirito-Santense           | Cachoeiro de Itapemirim | 14 | Bom Jesus do Norte      |
| Sul Espirito-Santense           | Cachoeiro de Itapemirim | 16 | Cachoeiro de Itapemirim |
| Sul Espirito-Santense           | Cachoeiro de Itapemirim | 18 | Castelo                 |
| Sul Espirito-Santense           | Cachoeiro de Itapemirim | 39 | Jerônimo Monteiro       |
| Sul Espirito-Santense           | Cachoeiro de Itapemirim | 47 | Mimoso do Sul           |
| Sul Espirito-Santense           | Cachoeiro de Itapemirim | 51 | Muqui                   |
| Sul Espirito-Santense           | Cachoeiro de Itapemirim | 66 | São José do Calçado     |
| Sul Espirito-Santense           | Cachoeiro de Itapemirim | 71 | Vargem Alta             |
| Sul Espirito-Santense           | Itapemirim              | 35 | Itapemirim              |
| Sul Espirito-Santense           | Itapemirim              | 44 | Marataízes              |
| Sul Espirito-Santense           | Itapemirim              | 58 | Presidente Kennedy      |